# Vítězný oblouk (film)
Vítězný oblouk (v originále Arch of Triumph) je britský romantický film režiséra Warise Husseina z roku 1984, natočený podle stejnojmenné předlohy E. M. Remarque.

## Obsazení
| Anthony Hopkins     | Dr. Ravic     |
| Lesley-Anne Downová | Joan Madonová |